# Nieznane przygody Mikołajka
Nieznane przygody Mikołajka (fr. Le Petit Nicolas. Le ballon et autres histoires inédites) – zbiór opowiadań dla dzieci, autorstwa René Goscinnego i rysownika Jean-Jacques'a Sempégo.
Zbiór przygotowano na pięćdziesiątą rocznicę publikacji pierwszego opowiadania z Mikołajkiem Jajko wielkanocne, które ukazało się na łamach „Sud-Ouest Dimanche” 29 marca 1959. Poza wspomnianym opowiadaniem, które występuje w zbiorze jako pierwsze, książka zawiera 10 innych historii, dotychczas niepublikowanych, odnalezionych przez córkę Goscinnego, Anne Goscinny, w jego domowym archiwum. Jak sama twierdzi, są to ostatnie nieznane opowieści o Mikołajku. Sempé sporządził do nich ponad 70 kolorowych ilustracji.
Książka w Polsce ukazała się w listopadzie 2009. W dniach 4-6 listopada odbyły się w Warszawie i Krakowie spotkania promocyjne z Anne Goscinny.

## Lista opowiadań[1]
| Tytuł francuski       | Tytuł polski         |
| --------------------- | -------------------- |
| L'Œuf de Pâques       | Jajo wielkanocne     |
| Le Pull-over          | Sweter               |
| La Télé chez Clotaire | Telewizja u Kleofasa |
| Le Concours           | Konkurs              |
| La Nouvelle épicerie  | Nowy sklep           |
| La Visite             | Wizyta               |
| Un vrai cirque!       | Prawdziwy cyrk       |
| Le Ballon             | Balon                |
| École de loyauté      | Szkoła lojalności    |
| Le Théâtre            | Teatr                |